# LGBT práva v Tádžikistánu

Duhová mapa Tádžikistánu

Lesby, gayové, bisexuálové a transexuálové (LGBT) v Tádžikistánu čelí právním obtížím neznámým pro heterosexuální spoluobčany. Mužská i ženská stejnopohlavní sexuální aktivita je v Tádžikistánu legální, ale domácnosti tvořené stejnopohlavními páry nemají rovný přístup ke stejné právní protekci jako různopohlavní páry.

## Legální stejnopohlavní sexuální styk
Mužská i ženská stejnopohlavní aktivita je v Tádžikistánu legální od r. 1998. Legální věk způsobilosti k pohlavnímu styku je pro obě orientace stanoven na 16 let.

## Momentální situace
Ačkoliv zde není žádná legislativa přímo zakazující stejnopohlavní sexuální aktivity, aktuální situace není pro LGBT lidi zrovna prospěšná. Příčinou toho jsou místní zvyky a náboženství, jakož i vliv z blízkého zahraničí. Většina homofobie v této oblasti pochází z konzervativního Ruska a radikálního islámu v okolních zemích. Harašmentu místní LGBT lidé čelí, jak ze strany policie, tak i ze strany veřejnosti.

## Stejnopohlavní soužití
Tádžikistán nedává stejnopohlavnímu soužití žádný právní status.

## Veškeré zákony týkající se LGBT osob
| Legální stejnopohlavní styk                                                              | (1998)                         |
| Stejný věk legální způsobilosti k pohlavnímu styku pro obě orientace                     | (1998)                         |
| Anti-diskriminační zákony v zaměstnání                                                   | No                             |
| Anti-diskriminační zákony ve službách a v obchodu                                        | No                             |
| Anti-diskriminační zákony v ostatních oblastech(nepřímá diskriminace, homofobní projevy) | No                             |
| Stejnopohlavní manželství                                                                | No                             |
| Stejnopohlavní soužití                                                                   | No                             |
| Adopce dítěte stejnopohlavního partnera                                                  | No                             |
| Společná adopce                                                                          | No                             |
| Homosexuální jednotlivec může sloužit v armádě                                           | No                             |
| Možnost změny pohlaví                                                                    | (požadována chirurgická změna) |
| Možnost umělého oplodnění pro lesbické ženy                                              | No                             |
| Možnost náhradního mateřství                                                             | No                             |